# Latissimus dorsi
Den brede rygmuskel eller Latissimus dorsi (flertal: latissimi dorsi), der betyder 'bredeste [muskel] på ryggen' (latin latus betyder 'bred', latissimus betyder 'bredest' og dorsum betyder ryggen) er den store, flade, dorso-laterale muskel på torsoen, posteriort til armen, og delvist dækket af trapezius på dens median dorsale region. Latissimi dorsi benævnes også tit "lats", især blandt bodybuildere.
| Anatomi | Spire Denne artikel om anatomi er en spire som bør udbygges. Du er velkommen til at hjælpe Wikipedia ved at udvide den. |